# Rack (jednotka)
Rack je měřítko výkonu textilních strojů. 
1 rack znamená
- u osnovních pletacích strojů = 480 řádků pleteniny.

Používá se zejména při výpočtu spotřeby příze. 
- na bobinetech:

- u strojů na výrobu záclonoviny = 240 obrátek stroje
- na strojích k výrobě hladkého tylu = 720 obrátek stroje 
- na strojích k výrobě krajky = 960 obrátek stroje.
Používá se hlavně k posouzení jakosti výrobků. Např. jakostní krajky se vyrábějí rychlostí 35-50 cm /rack, nejlevnější až 200 cm/rack. 